# Semaeopus aurantirufa
Semaeopus aurantirufa là một loài bướm đêm trong họ Geometridae.